# تذهيب (إدارة المشاريع)
التذهيب أو طلاء الذهب في إدارة الوقت هي ظاهرة العمل في مشروع أو مهمة تتجاوز نقطة الإنتاجية المتناقصة. على سبيل المثال: بعد تلبية المتطلبات يعمل مدير المشروع أو المطور على زيادة تحسين المنتج معتقدين أن العميل سيكون سعيدًا لرؤية ميزات إضافية أو منتج أكثر صقلاً بدلاً من ما تم طلبه أو ما هو متوقع. ولكن من الممكن أن يشعر العميل بخيبة أمل من النتائج وقد يكون الجهد الإضافي الذي يبذله المطور عديم الجدوى.